# Aktivierende Lehrmethode
Eine Aktivierende Lehrmethode wird oft im Gegensatz zum frontalen Vortrag verstanden. Der Begriff zielt auf die intensive kognitive Auseinandersetzung der Lernenden mit den Lerninhalten, zum Beispiel durch das Lösen von Problemen oder das Beantworten von Fragen, und findet sich insbesondere im handlungsorientierten Unterricht.

## Hintergrund
Aktivierende Lehrmethoden gehen im Wesentlichen auf die Theorie des Konstruktivismus zurück: Lernende erarbeiten sich Inhalte und konstruieren ihr eigenes Wissen. Die aktive Auseinandersetzung mit eigenen Fehlkonzepten und neuen Konzepten ist dabei ein unabdinglicher Bestandteil nachhaltigen Lernens. Eine der einflussreichsten Studien zum Effekt von aktivierenden gegenüber traditionelleren Methoden der Hochschullehre wurde 1998 veröffentlicht: mehr als 6000 Studierende wurden zu grundlegenden Konzepten der Newton’schen Physik getestet, und es stellte sich heraus, dass Teilnehmende an Lehrveranstaltungen mit aktivierenden Methoden einen signifikanten Mehrgewinn an konzeptuellem Verständnis erreichten.
Zu beachten ist jedoch, dass der Begriff der Aktivierung auf die kognitive Auseinandersetzung mit den Inhalten zielt. Eine Kategorisierung von Methoden in aktivierende und nicht aktivierende aufgrund der Sichtstruktur in Lehr-Lern-Prozessen greift damit zu kurz.

## Beispiele von Methoden
Spezielle Beispiele für aktivierende Lehre sind:
- Peer Instruction: Lernende bringen sich in Verbindung mit Fragen des formativen Assessments gegenseitig Konzepte bei.
- Just-in-Time Teaching: Lernende bereiten sich aktiv auf den Unterricht vor, und Lehrende passen die Veranstaltungen den Vorkenntnissen an.
- Projektbasierte Lehre: Lernende erarbeiten sich Konzepte innerhalb von häufig offenen Problemstellungen.
- Peer Assessment: Lernende geben sich gegenseitig Feedback zu erzeugten Artefakten wie Aufsätzen, Postern, Präsentationen etc.
- One-Minute-Paper: Lernende werden aufgefordert, in einer Minute das Gelernte niederzuschreiben.
- Gamification: Lernende treten, häufig unter Nutzung von webbasierten Plattformen wie Kahoot!, bisweilen unter Zeitdruck, einzeln oder in Gruppen gegeneinander an.
- Murmelgruppen: Lernende unterhalten sich während einer Murmelphase über durch den Lehrenden vorgegebene Themen.